# تپه زاغه زرگران علیا
تپه زاغه زرگران علیا مربوط به مس - عصر آهن دو I است و در شهرستان دورود، بخش سیلاخور، دهستان چالانچولان، ۴۰۰ متری شرق روستای زرگران علیا واقع شده و این اثر در تاریخ ۲۳ بهمن ۱۳۸۵ با شمارهٔ ثبت ۱۷۱۵۴ به‌عنوان یکی از آثار ملی ایران به ثبت رسیده است.